# Möhlinbach
Der Möhlinbach ist ein 16 Kilometer langer Bach im Kanton Aargau in der Schweiz. Er ist ein linker Zufluss des Rheins und entwässert das Möhlintal im westlichen Teil des Fricktals. Der Bach hat ein Einzugsgebiet von 26,6 km². Die größte Ortschaft am Bachlauf ist Möhlin.
Der Bach entspringt auf einer Passhöhe zwischen den Gemeinden Wegenstetten und Hemmiken auf rund 520 m ü. M. im Gebiet Wockermatt, inmitten des Tafeljuras. Auf seinem Weg nach Wegenstetten nimmt er mehrere Bäche auf, die an der Westflanke des Tiersteinberges entspringen. In Wegenstetten auf rund 438 m ü. M. ändert der Bach seine Richtung von Nordost zu Nordwest. Anschließend durchfliesst er die Ortschaften Hellikon, Zuzgen und Zeiningen.
Dabei nimmt der Möhlinbach weitere Zuflüsse aus den Seitentälern wie den Talbach in Hellikon, den Gassenbach in Zuzgen und das Maienbächli in Zeiningen auf. Unterhalb von Niederhofen bei Zuzgen zweigt ein künstlich angelegter Seitenkanal vom Möhlinbach ab und fließt unmittelbar nach einer ehemaligen Mühle wieder zurück in den Bach. Am oberen Ortseingang von Zeiningen zweigt ein weiterer Seitenkanal ab. Der rund 750 Meter lange Kanal durchfliesst mehrere Becken einer Forellenzucht und mündet danach wieder in den Möhlinbach.
| Wasserabflussmenge in m³/s Hydrometrische Messstation Zeiningen | Wasserabflussmenge in m³/s Hydrometrische Messstation Zeiningen |
| --------------------------------------------------------------- | --------------------------------------------------------------- |
| Periodenmittel 1982–2005:                                       | 0,52                                                            |
| Grösstes Jahresmittel:                                          | 0,73 (1999)                                                     |
| Maximum (Spitze):                                               | 15,9 (1999)                                                     |
| Kleinstes Jahresmittel:                                         | 0,33 (1989)                                                     |
| Minimum (Tagesmittel):                                          | 0,12 (1989/1992)                                                |

Im Zentrum von Zeiningen, zwischen mittlerem und unterem Bachlauf, befindet sich eine hydrometrische Messstation. Die dort gemessene mittlere Wasserabflussmenge liegt im langjährigen Periodenmittel bei rund 0,5 m³/s. Im Hochwasserjahr 1999 führte der Möhlinbach mit knapp 16 m³/s rund 30-mal so viel Wasser wie im Periodenmittel. Dies führte zu beträchtlichen Schäden an Kulturland und an nahe am Bach gelegenen Gebäuden.
Am Ortsausgang von Zeiningen öffnet sich das Möhlintal vollständig und der Bach tritt in die weite Rheinebene ein. Während der Riß-Kaltzeit reichte die Vergletscherung genau bis ins heutige Zentrum von Möhlin und bildete dort eine ausgeprägte, kilometerlange Endmoräne. Mit dem Abschmelzen der Gletscher durchbrach der Möhlinbach an dieser Stelle die Endmoräne, woraus sich Terrassen mit einem Höhenunterschied von bis zu 50 Metern bildeten. Diese geologisch interessanten Terrassen sind in der Region einzigartig und charakteristisch für Möhlin.
Am oberen Ortseingang von Möhlin fließt der Möhlinbach direkt unter einer Sägerei durch. Die Kraft des fliessenden Wassers wurde hier noch bis ins letzte Jahrhundert genutzt, um eine Säge anzutreiben. Ab dem bebauten Gebiet von Möhlin fließt der Bach überwiegend kanalisiert aber immer noch offen weiter. In Obermöhlin wurde früher eine Mühle durch einen weiteren Kanal angetrieben. Erst vor kurzem wurde der Möhlinbach im Zentrum von Möhlin teilweise renaturiert. Nachdem der Bach den Sonnenpark und die Möhliner Allmend passiert hat, unterquert er die Bahnlinie Basel-Zürich. Danach fließt er begradigt, kanalisiert und teilweise unterirdisch durch Riburg. Weiter nördlich führt der Bach zwischen Schwimmbad und Campingplatz hindurch und durchfliesst das Naturschutzgebiet Bachtalen. Schließlich mündet er wenig oberhalb des Kraftwerks Ryburg-Schwörstadt auf einer Höhe von 280 m in den aufgestauten Hochrhein.
Im 14. Jh. hiess der Bach Melibach. Der Name stammt vom alten Dorfsnamen "Meli - Melina", was ein keltisches Wort für "blond, bräunlich" war. Dieser Name beschreibt die Farbe des Bachwassers, das bei Regen und Schneeschmelze braun floss.